# Vollsjö kyrka
Vollsjö kyrka är en kyrkobyggnad i Vollsjöby cirka 1 km utanför Vollsjö. Den tillhör Vollsjö församling i Lunds stift.

## Kyrkobyggnadens historik
Kyrkan uppfördes vid slutet av 1100-talet eller början på 1200-talet. Den är i romansk stil. På 1400-talet försågs kyrkorummets innertak med valv. På 1860-talet byggdes ett nytt torn och kor och korsarmar åt norr och söder. Ritningarna hade gjorts upp av Johan Fredrik Åbom. 

## Inventarier
Bland kyrkans inventarier finns ett krucifix från 1400-talet. En dopfunt av sandsten är från medeltiden. Ett förgyllt altarskåp i barockstil är från 1600-talet. Kyrkklockorna, den mindre från början på 1500-talet och den större från 1634, är fortfarande i bruk.

### Orgel
- 1898 byggde Åkerman & Lund, Stockholm en orgel med 6 stämmor.
- Den nuvarande orgeln är byggd 1964 av Olof Hammarberg, Göteborg och är en mekanisk orgel.

| Huvudverk I   | Bröstverk II        | Pedal        | Koppel |
| Spillflöjt 8' | Gedakt 8'           | Subbas 16´   | I/P    |
| Principal 4'  | Spetsflöjt 4'       | Principal 8' | II/P   |
| Rörflöjt 4'   | Principal 2'        | Flöjt 4'     | II/I   |
| Waldflöjt 2'  | Nasat 1 1/3'        | Fagott 16'   |        |
| Mixtur 4 chor | Sesquialtera 2 chor |              |        |
| Dulcian 8'    | Cymbel 2 chor       |              |        |